# Бенджамин, Коллин
Ко́ллин Бе́нджамин (англ., нем. Collin Benjamin; 3 августа 1978, Виндхук, Намибия) — намибийский футболист. Выступал на позициях крайнего защитника и опорного полузащитника. В сборной Намибии, где он являлся капитаном, зачастую выполнял даже роль нападающего. Сейчас возглавляет сборную Намибии в качестве главного тренера.

## Карьера

### Клубная
Бенджамин начал футбольную карьеру в клубе «Сивикс» из родного города. В 1999 году он переехал в Германию, где сначала играл за любительские клубы «Германия» из района Гамбурга Шнельзен и «Распо» из Эльмсхорна.
Затем он перешёл в «Гамбург», где сначала играл за вторую команду, а за первую дебютировал 4 августа 2001 в игре против «Штутгарта». Свой первый гол за неё он забил спустя чуть более, чем месяц, в игре «красноштанников» против «Боруссии» из Мёнхенгладбаха, которая закончилась со счётом 3:3. Бенджамин играл за «Гамбург» до 2011 года, что делало его самым большим «старожилом» в команде. В конце сезона 2010/11 его контракт с клубом не был продлён, и он покинул его после более 10 лет, проведённых там.
В начале июня 2011 намибийский футболист перешёл в клуб Второй Бундеслиги «Мюнхен 1860», с которым подписал годичный контракт с возможностью продления ещё на год. До зимнего перерыва в сезоне 11/12 он сыграл в 15 встречах, в основном выходя на замену. В конце июня 2012 Коллин объявил о завершении карьеры.

### В сборной
Бенджамин играл за сборную Намибии с 1998 года. В 2008 году он принимал с ней участие на Кубке Африки в Гане.

## Достижения
«Гамбург»
- Победитель Кубка Интертото: 2005, 2007
- Победитель Кубка немецкой лиги: 2003

## Личная жизнь
Коллин Бенджамин основал и содержит вот уже несколько лет «Футбольную академию Коллина Бенджамина» в Намибии. Её цель — оказывать содействие и поддержку местной молодёжи, занимающейся футболом. Из этой академии произошёл клуб намибийской второй лиги «Тура Мэджик».
Бенджамин женат, имеет двух детей: дочь и сына.